# Кирилл (Поповский)
Кирилл (в миру Никола Поповский, макед. Никола Поповски; 21 июля 1934, село Царев Двор, Преспанская область, Македония — 11 июня 2013, Скопье) — епископ неканонической Македонской православной церкви; с 1986 по 2013 годы — митрополит Положско-Кумановский

## Биография
Родился в 1934 году в селе Царев Двор, в Преспанской области Македонии, в семье священнослужителей (по некоторым данным в роду были священнослужители).
В 1956 году окончил Призренскую духовную семинарию, а с 1960 года трудился в Скопской митрополии.
6 апреля 1964 года принял монашеский постриг с именем Кирилл, и 7 апреля был рукоположен в сан диакона митрополитом Скопским Досифеем (Стойковским).
С 1964 по 1967 годы обучался в Московской духовной академии.
12 июля 1967 года был хиротонисан в викарного епископа Тивериопольского. Хиротонию совершили: митропорлит Скопский Досифей (Стойковский), епископ Преспанский Климент (Трайковский), епископ Злетовско-Струмницкий Наум (Димовский) и епископ Величский Мефодий (Попоский).
17 июля 1967 года был в числе македонских иерархов, подписавших на Церковно-народном соборе в Охриде односторонний акт о восстановлении автокефалии Македонской православной церкви. Данное деяние положило начало македонскому расколу в Сербской православной церкви.
18 июля 1967 года Кирилл был назначен на новоучреждённую Американско-Канадскую и Австралийскую епархию с центром в Торонто. В 1974 году от этой епархии была отделена Австралийская, но Кирилл руководил ею вплоть до 1982 года. Американско-канадской епархией руководил до 1986 года. Параллельно с 1971 по 1986 год управлял и Положско-Кумановской епархией (в ранге администратора). C 22 мая по 19 августа 1981 года, после смерти архиепископа Досифея (Стойковского) и до избрания архиепископа Ангелария (Крстеского), был местоблюстителем архиепископского престола Македонской православной церкви.
В 1981 году защитил диплом на Богословском факультете университета Святых Кирилла и Мефодия в Скопье по теме «Македонское православные церковные общины в заокеанских землях: Историческое развитие, деятельность и значение». Был в числе авторов книги «Почитание св. Кирилла Солунского − 10 паломничеств ко гробу св. Кирилла в Риме» (Скопье, 1979), а также многочисленных статей, проповедей.
В 1986 году избран Положско-кумановским митрополитом.
16 июня 2004 год решением церковного суда про-сербской Православной Охридской архиепископии, заседавшего в расширенном составе, был лишён священного сана. 16 августа 2004 года извержен из монашеского чина.
Скончался 11 июня 2013 года. Отпевание состоялось 14 июня в кафедральном соборе св. Климента Охридского в Скопье. Чин отпевания возглавил архиепископ Охридский и Македонский Стефан (Веляновский). Митрополит Кирилл был похоронен в монастыре во имя вмч. Георгия Победоносца в Делядровце.

## Награды
Избран почётным гражданином 15 городов в США, Канаде и Австралии. Награждён орденом св. Климента I степени.